# Благовіщенка (Архангельський район)
Благові́щенка (рос. Благовещенка, башк. Благовещенка) — село у складі Архангельського району Башкортостану, Росія. Адміністративний центр Липовської сільської ради.
Населення — 490 осіб (2010; 542 в 2002).
Національний склад:
- башкири — 37 %
- татари — 36 %